# San Antonio el Paraje
San Antonio el Paraje är en ort i Mexiko.   Den ligger i kommunen Las Rosas och delstaten Chiapas, i den sydöstra delen av landet, 800 km öster om huvudstaden Mexico City. San Antonio el Paraje ligger 994 meter över havet och antalet invånare är 486.
Terrängen runt San Antonio el Paraje är huvudsakligen kuperad, men den allra närmaste omgivningen är platt. Runt San Antonio el Paraje är det ganska glesbefolkat, med 38 invånare per kvadratkilometer. Närmaste större samhälle är Venustiano Carranza, 18,0 km väster om San Antonio el Paraje. Omgivningarna runt San Antonio el Paraje är en mosaik av jordbruksmark och naturlig växtlighet.